# Всеволодські
Всеволодські або Всеволожські — князівський рід часів Великого князівства Литовського і Руського, та Московського царства. 
До середини XVIII століття було прийнято написання цього прізвища як Всеволоцькі, пізніше також Всеволодські. Написання Всеволожські витіснило решту і стало загальновживаним лише наприкінці XVIII століття, у зв'язку зі затвердженням офіційного герба московською владою.

## Історія
Родовід Всеволодських виводять від князя Псковського Олександра Всеволодовича та його сина Дмитра Олександровича Всеволодського. 
Родоначальником був Іван Дмитрович (Іван Всеволоцький) (†після 1433), що походив зі Смоленської гілки Мономаховичів та перейшов на московську службу і зробив кар’єру боярина. У 1431 р. представляв московського князя Василя Васильовича на третейському суді між ним та Галицьким князем Юрієм Дмитровичем в Орді. Лякаючи хана Кічі-Мухаммеда можливим союзом Юрія з великим князем литовським Свидригайлом, він добився вирішення справи на користь Василя Васильовича. Але після повернення з Орди його чекала не подяка, а звинувачення у зраді за незначну поступку князю Юрію. Тверський збірник від 1434 р. подає повідомлення про 
осліплення боярина Всеволодського московським князем Василем.
Від князя Івана Івановича Молодого походить старша гілка Всеволож-Заболоцьких, які з XVI ст. стали писатися Всеволодськими. 